# Collema novozelandicum
Collema novozelandicum är en lavart som beskrevs av Gunnar Bror Fritiof Degelius. 
Collema novozelandicum ingår i släktet Collema och familjen Collemataceae. Inga underarter finns listade i Catalogue of Life.